# Lully, Broye
Lully là một đô thị thuộc huyện Broye, trong bang Fribourg, Thụy Sĩ. Ngày 1 tháng 1 năm 2006, Lully được sáp nhập thêm các đô thị Bollion và Seiry do kết quả việc thay đổi địa giới của chính quyền bang.